# Hauptmann von Köpenick

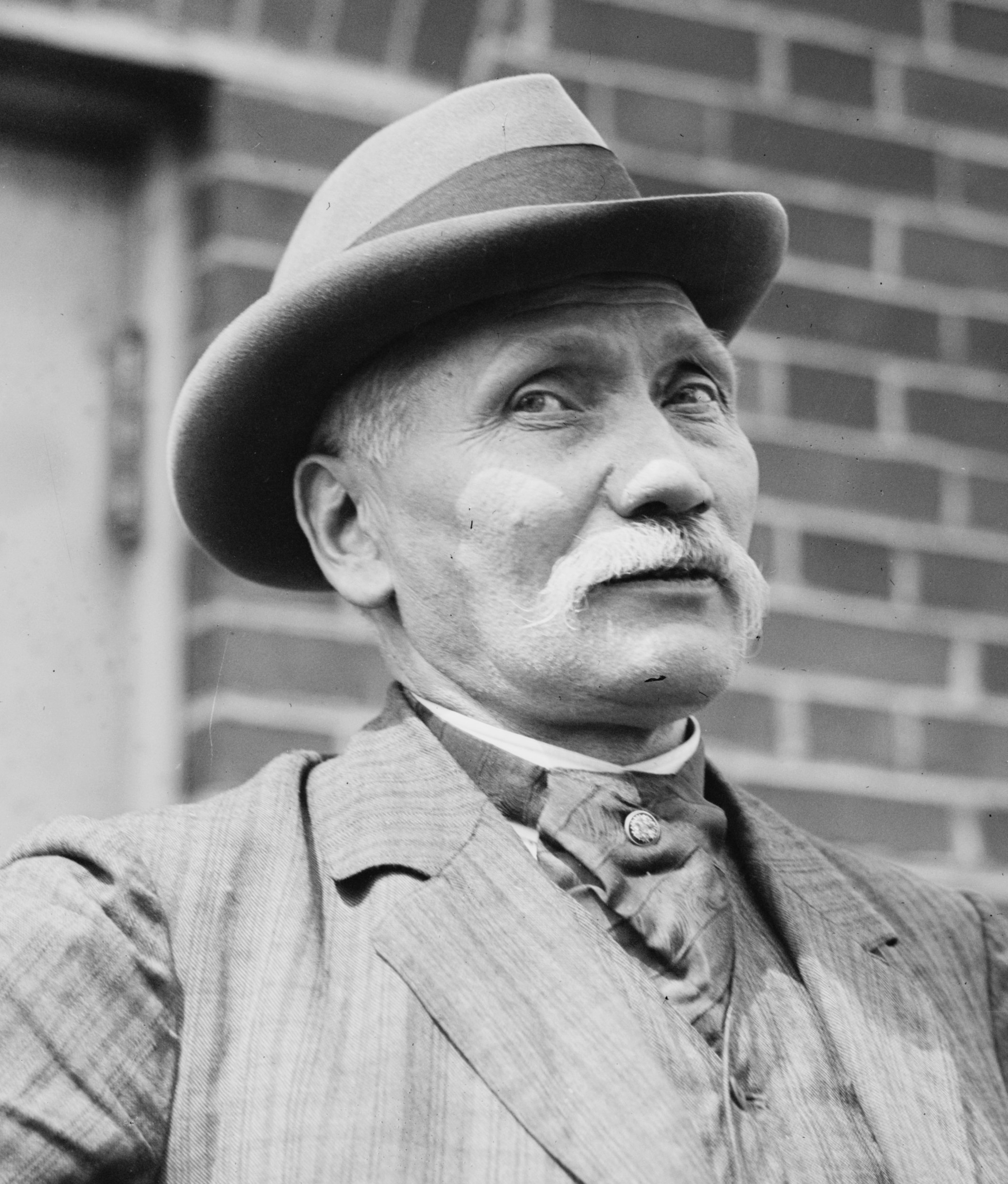
Friedrich Wilhelm Voigt, 1910

Friedrich Wilhelm Voigt (* 13. Februar 1849 in Tilsit; † 3. Januar 1922 in Luxemburg) war ein aus Ostpreußen stammender Schuhmacher. Er wurde als Hochstapler unter dem Namen Hauptmann von Köpenick bekannt durch seine spektakuläre Besetzung des Rathauses der Stadt Cöpenick bei Berlin, in das er am 16. Oktober 1906 als Hauptmann verkleidet mit einem Trupp gutgläubiger Soldaten eindrang, den Bürgermeister verhaftete und die Stadtkasse raubte.
Dieses Ereignis, das auf großes öffentliches Interesse stieß und als die Köpenickiade in die deutsche Sprache einging, wurde häufig künstlerisch verarbeitet. Besonders bekannt ist Carl Zuckmayers Theaterstück Der Hauptmann von Köpenick.

## Der historische Wilhelm Voigt

### Werdegang und Vorgeschichte

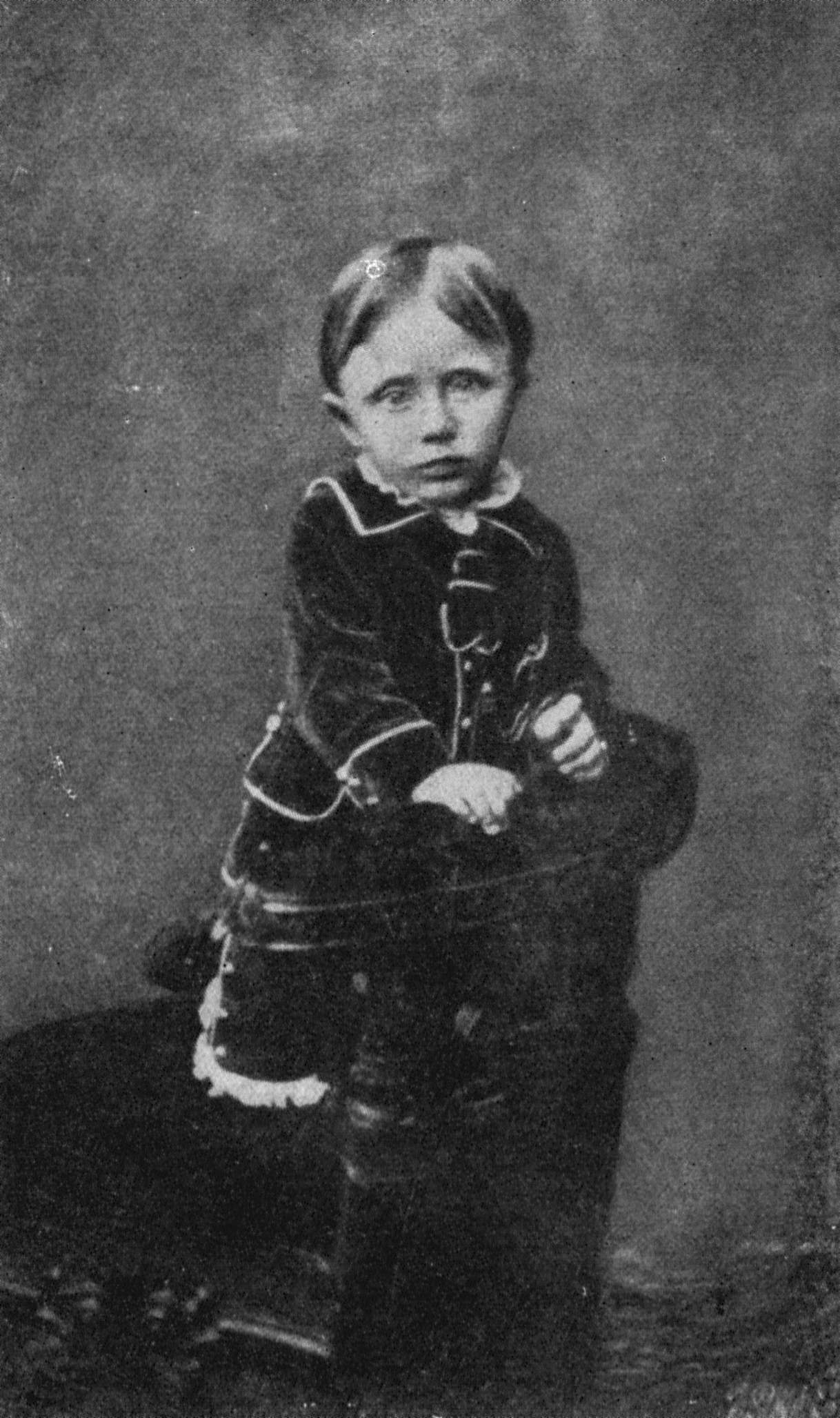
Wilhelm Voigt als Kind

Extrablatt vom Abend des 16. Oktober 1906 mit einer Darstellung der Geschehnisse (die Abschrift ist auf der Bildseite nachlesbar)

Wilhelm Voigt wurde am 13. Februar 1849 als Sohn eines Schuhmachers in Tilsit geboren. Schon mit 14 Jahren wurde er wegen Diebstahls zu 14 Tagen Gefängnisstrafe verurteilt. Seine Wanderjahre als Schuhmachergeselle führten ihn durch weite Teile Pommerns und nach Brandenburg. Zwischen 1864 und 1891 wurde er viermal wegen Diebstahls und zweimal wegen Urkundenfälschung verurteilt und verbrachte viele Jahre im Gefängnis. Zuletzt hatte er 1890 mit einer Brechstange versucht, die Gerichtskasse in Wongrowitz in der damaligen preußischen Provinz Posen zu berauben, und erhielt dafür 15 Jahre Zuchthausstrafe. Nach seiner Entlassung Anfang 1906 zog Voigt nach Wismar, wo ihm der Anstaltsgeistliche eine Gesellenstelle beim Hofschuhmachermeister Hilbrecht verschafft hatte, bei dem er sich gut führte. Aufgrund seiner Vorstrafen erhielt er jedoch nach wenigen Monaten ein polizeiliches Aufenthaltsverbot für das Großherzogtum Mecklenburg-Schwerin.
Daraufhin zog er nach Rixdorf bei Berlin, wo er bei seiner älteren Schwester Bertha und deren Mann, dem Buchbinder Menz, wohnte und in einer Schuhwarenfabrik Arbeit fand. Am 24. August 1906 wurde Wilhelm Voigt auch für den Großraum Berlin ein Aufenthaltsverbot erteilt, an das er sich allerdings nicht hielt. Stattdessen zog er als Schlafbursche in eine unangemeldete Unterkunft in Berlin-Friedrichshain in der Nähe des Schlesischen Bahnhofs. Seine Arbeitsstelle behielt er zunächst, hatte aber aufgrund seines illegalen Status kaum noch Aussichten auf dauerhafte Beschäftigung. Seinem Arbeitgeber und seiner Lebensgefährtin Riemer, einer 50-jährigen Fabrikarbeiterin, die im Nachbarhaus der Schwester lebte, erzählte er Ende September von einer angeblichen Erbschaft in Odessa, zu deren Inanspruchnahme er für einige Zeit verreisen müsse. Am 6. Oktober erschien er zum letzten Mal in der Fabrik.

### Die Köpenickiade
Für seinen Coup hatte sich Voigt aus bei verschiedenen Händlern erworbenen Teilen die Uniform eines Hauptmanns des preußischen 1. Garde-Regiments zu Fuß zusammengestellt. In dieser Verkleidung hielt er am 16. Oktober 1906 nahe der damaligen Militärbadeanstalt Plötzensee im Westen Berlins mittags zur Zeit des Wachwechsels auf der Straße einen Trupp Gardefüsiliere (sogenannte „Maikäfer“) an, ließ noch einen zweiten Trupp abgelöster Wachsoldaten vom Schießstand des 4. Garde-Regiments herbeirufen und unterstellte zehn oder elf Mann unter Hinweis auf eine nicht existierende Kabinettsorder „auf allerhöchsten Befehl“ seinem Kommando.
Mit ihnen fuhr er in der Berliner Stadtbahn vom Bahnhof Putlitzstraße nach Köpenick, da es ihm, wie er den Soldaten erklärte, nicht möglich gewesen sei, „Kraftwagen zu requirieren“. Bei einem Zwischenhalt in Rummelsburg gab er den Männern Bier aus. Voigt selbst genehmigte sich nach Aussage des Gefreiten Klapdohr einen Kognak zu 25 Pfennig. Nach der Ankunft in Köpenick übergab er jedem Soldaten eine Mark und ließ sie auf dem Bahnhof zu Mittag essen. Anschließend erklärte er ihnen, er werde „den Bürgermeister und vielleicht noch andere Herren verhaften“.
Sie marschierten dann zum Rathaus der damals noch selbstständigen Stadt. Mit seiner Truppe besetzte Voigt das Gebäude, ließ alle Ausgänge abriegeln und untersagte den Beamten und Besuchern im Hause „jeglichen Verkehr auf den Fluren“. Sodann „verhaftete“ er „im Namen Seiner Majestät“ Oberstadtsekretär Rosenkranz und Bürgermeister Georg Langerhans, ließ sie in ihren Dienstzimmern festsetzen und bewachen. Polizisten und Beamte der Gendarmerie sorgten vor dem Rathaus für den reibungslosen Ablauf der vermeintlichen Militäroperation, indem sie die Umgebung absperrten und die Einhaltung der Befehle Voigts überwachten. Dem Chef der örtlichen Polizei gab der falsche Hauptmann auf dessen Wunsch die Erlaubnis, sein Büro zu verlassen und in der Badestube des Rathauses ein von ihm vorbestelltes Bad zu nehmen.
Den Kassenrendanten von Wiltburg wies er an, einen Rechnungsabschluss zu machen, und erklärte ihm, den Bestand der Stadtkasse beschlagnahmen zu müssen. Nachdem das Geld abgezählt war, ließ er sich Beutel bringen, in die er es mit Hilfe des Rendanten, der die Beutel hielt und anschließend versiegelte, einfüllte. Der „beschlagnahmte“ Barbestand belief sich auf 3557,45 Mark (kaufkraftbereinigt in heutiger Währung: rund 27.000 Euro), wobei 1,67 Mark zum Sollbestand des Kassenbuches fehlten. Eine vom Rendanten erbetene Quittung unterschrieb Voigt mit dem Nachnamen seines letzten Gefängnisdirektors („von Malzahn“) und dem Zusatz „H.i.1.G.R.“ (Hauptmann im 1. Garde-Regiment).
Schließlich ließ der falsche Hauptmann den Bürgermeister und den Rendanten von Wiltburg in gemieteten Droschken unter militärischer Bewachung durch einen Gardefüsilier sowie einen von ihm angewiesenen Schutzmann der städtischen Polizei zur Neuen Wache nach Berlin bringen, nachdem er den Gefangenen das Ehrenwort abgenommen hatte, keinen Fluchtversuch zu unternehmen. Presseberichten zufolge war es ihm zuvor auch gelungen, das Köpenicker Postamt für Telefonate nach Berlin eine Stunde lang sperren zu lassen. Erst nach dem Abtransport der Gefangenen konnten einige Stadtverordnete das Landratsamt telegrafisch in Kenntnis setzen.

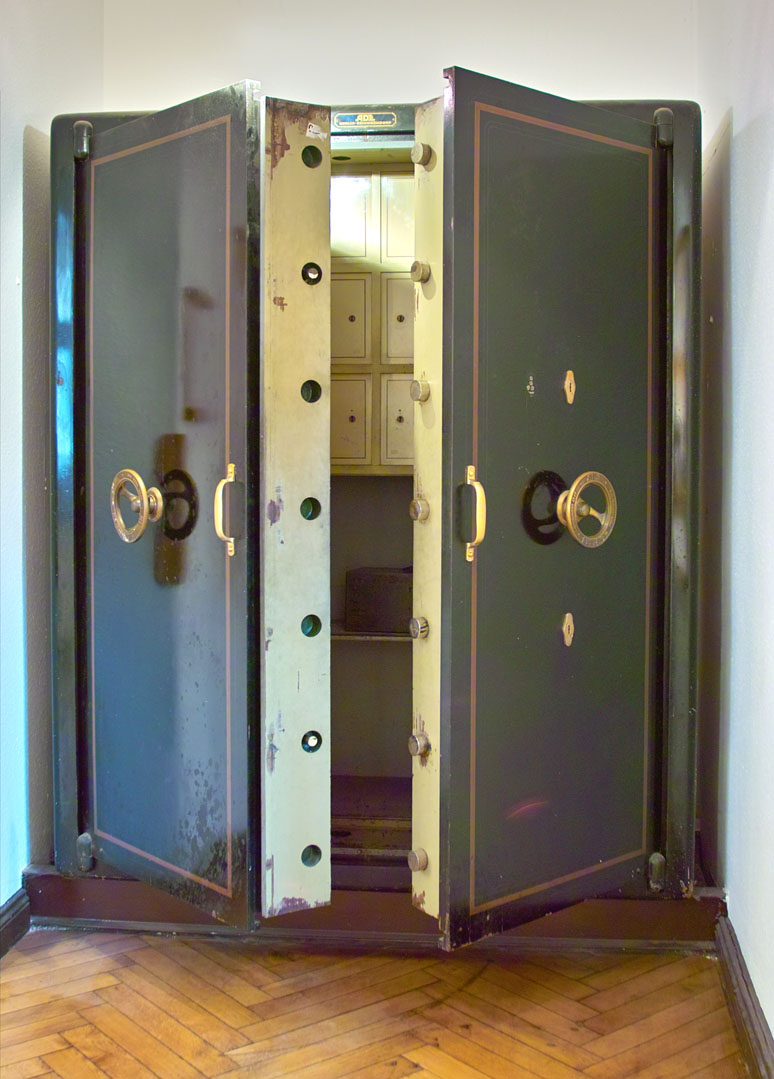
Historischer Tresor im Rathaus Köpenick

Nach Beendigung seiner Aktion gab der Hauptmann von Köpenick seiner Truppe den Befehl, das Rathaus noch eine halbe Stunde besetzt zu halten. Er selbst begab sich unter den Augen einer neugierigen Menschenmenge zurück zum Bahnhof. Im Bahnhofsrestaurant ließ er sich nach Zeitungsberichten „ein Glas Helles kredenzen, das er in einem Zuge leerte“, und verschwand mit der nächsten Bahn in Richtung Berlin. Kurz darauf beschaffte er sich bei einem Herrenausstatter zivile Kleidung und fuhr dann mit einer Droschke zum Bahnhof Hermannstraße in Rixdorf, wo er den Säbel zurückließ. Von dort lief er zum Tempelhofer Feld und legte dort den größten Teil seiner Uniform ab; diese wurde dort später von Passanten gefunden. Kurz nach seinem Coup wohnte er in der Langen Straße 22, nahe dem Schlesischen Bahnhof. Zehn Tage später wurde er beim Frühstück verhaftet, nachdem sein ehemaliger Zellengenosse Kallenberg, der von Voigts Plänen wusste, der Polizei in Erwartung der hohen Belohnung von 3000 Mark einen Tipp gegeben hatte. Vom Landgericht II in Berlin wegen „unbefugten Tragens einer Uniform, des Vergehens wider die öffentliche Ordnung, der Freiheitsberaubung, des Betruges und der schweren Urkundenfälschung“ zu vier Jahren Gefängnis verurteilt, wurde er von Kaiser Wilhelm II. begnadigt und am 16. August 1908 vorzeitig aus der Haftanstalt Tegel entlassen.

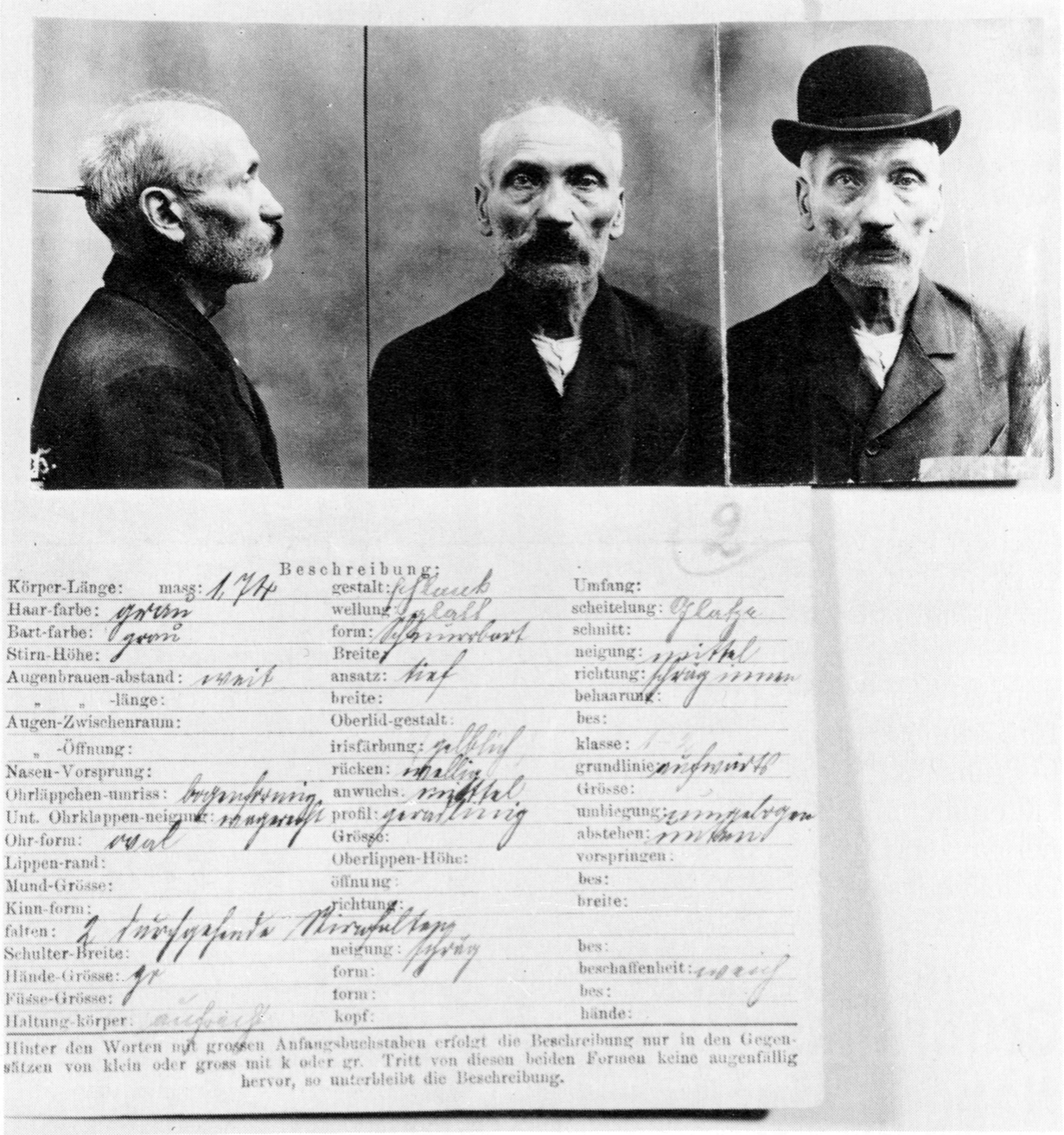
Personenbeschreibung aus der Strafvollzugsakte

Über das Motiv des Überfalls gibt es widersprüchliche Angaben. Während Voigt selbst vor Gericht, in seiner Autobiografie und auch bei seinen späteren Auftritten stets behauptete, er habe das Geld nur verwahren und eigentlich einen Auslandspass erbeuten wollen, vermutet sein Biograf Winfried Löschburg, tatsächlich sei es Voigt um zwei Millionen Mark (heute: rund 14,9 Millionen Euro) gegangen, von denen er gehört hatte, dass sie im Köpenicker Rathaus im Panzerschrank lägen.
Pässe wurden nicht im Rathaus, sondern auf dem Landratsamt des Kreises Teltow in Berlin ausgestellt. Angesichts seiner sorgfältigen Recherchen vor der Tat hätte er das eigentlich wissen müssen. Für eine Bereicherungsabsicht spricht auch, dass Voigt während der Rathausbesetzung nichts unternahm, was auf eine Suche nach Pässen hindeutet, während „sein ganzes planmäßiges Verhalten den Kassenbeamten gegenüber“ (so die Urteilsbegründung vom 1. Dezember 1906) klare Züge eines absichtsvoll geplanten Vorgehens trägt. Tatsächlich hatte er die Art und Weise seines Vorgehens auch bereits während seines letzten Gefängnisaufenthaltes geplant und seinem Zellengenossen Kallenberg davon berichtet, wohingegen sein illegaler Aufenthaltsstatus, den er nach seinen Angaben mithilfe eines gefälschten Passes zu beenden gedachte, erst kurz vor der Tat entstanden war. Entsprechend hielt auch das (insgesamt „auffallend wohlwollende“) Königliche Landgericht die Behauptung Voigts, er habe es ursprünglich nur auf ein Passformular abgesehen, für „gänzlich unglaubwürdig“.
Als strafmildernden Umstand ließ das Gericht hingegen gelten, dass er „nach Verbüßung seiner letzten Strafe ernst und – soweit es an ihm lag – erfolgreich bemüht gewesen ist, sich seinen Lebensunterhalt ehrlich zu erwerben, und auf dem besten Wege war, ein nützliches Mitglied der bürgerlichen Gesellschaft zu werden, daß aber dieses Bemühen ohne seine Schuld vereitelt und er wieder auf den Weg des Verbrechens gedrängt ist.“ Insoweit erkannte auch das Gericht an, dass Voigts Tat entscheidend durch seine aussichtslose Lage als Vorbestrafter veranlasst war, der nach den damaligen Regeln der Polizeiaufsicht nicht auf einen gesicherten Aufenthaltsstatus hoffen konnte.

### Zeitgenössische Resonanz
Ganz Deutschland lachte über den Geniestreich. Der Kaiser forderte unverzüglich einen telegrafischen Bericht über die Affäre an. Bei dessen Lektüre soll auch er gelacht und gesagt haben: „Da kann man sehen, was Disziplin heißt. Kein Volk der Erde macht uns das nach!“ Dieser Ausspruch des Kaisers ist allerdings nicht verbürgt. Als historisch gesichert wird dagegen die Notiz in einem Korrespondentenbericht der Daily Mail angesehen, wonach Wilhelm II. den Köpenicker Täter in einer Anmerkung zu dem Dossier als „genialen Kerl“ bezeichnete.
Der Redakteur der Vossischen Zeitung nannte den Täter in der Einleitung zu seiner Meldung vom Morgen des 17. Oktober 1906 augenzwinkernd einen „Räuberhauptmann“ und erkannte die Bühnentauglichkeit des Geschehens, das er mit romantisch-verwegenen Räubergeschichten verglich:

„Ein unerhörter Gaunerstreich, der stark an die russischen Banküberfälle erinnert und gleichzeitig wie ein lustiger Operettenstoff anmutet, hat gestern Nachmittag die Stadt Köpenick in Aufregung versetzt.“

Mit seinem Hinweis auf die „russischen Banküberfälle“ spielt der Redakteur offenbar auf die aus dem vorrevolutionären Russland seit der Revolution von 1905 häufiger vermeldeten, spektakulären Banküberfälle seitens revolutionärer Gruppen zwecks Devisenbeschaffung an. Der blutigste von ihnen, der Überfall auf die Bank von Tiflis, bei dem 40 Menschen starben und an dem Josef Stalin beteiligt war, fand erst im Jahr darauf (Juli 1907) statt.

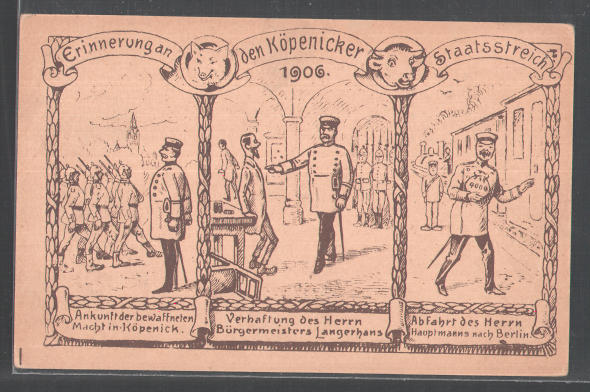
Satirische Darstellung auf einer zeitgenössischen Ansichtskarte

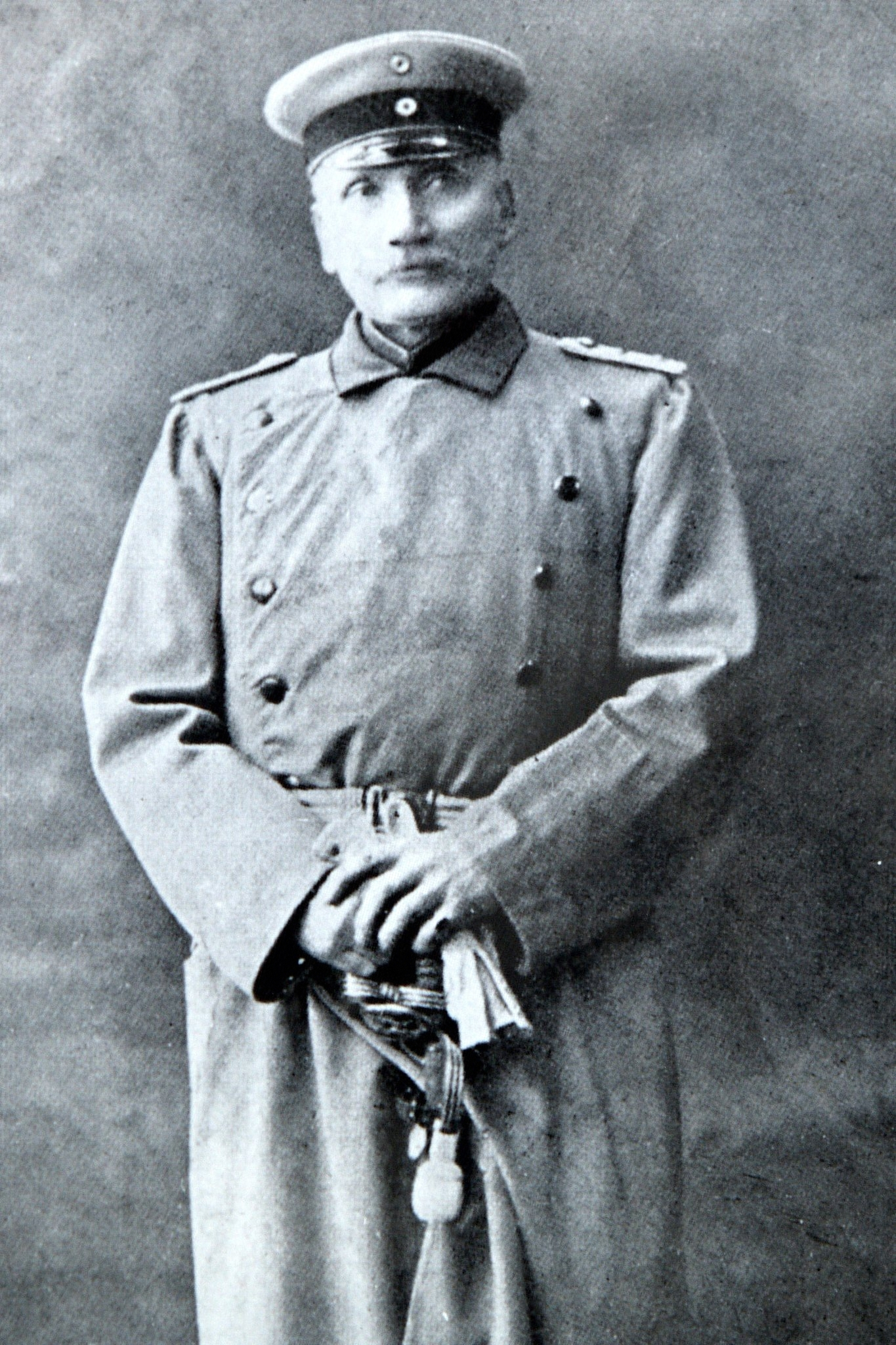
Wilhelm Voigt als Hauptmann von Köpenick auf einer Postkarte

Das große Echo in der Presse und in den Kulturmedien und eine Vielzahl lustiger Postkarten, Fotos und satirischer Gedichte machten die Episode in ganz Deutschland und auch im Ausland bekannt und führten zu dem bis heute anhaltenden Ruf des Hauptmanns von Köpenick als „Eulenspiegel des wilhelminischen Militärstaats“, wie ihn der luxemburgische Historiker Marc Jeck nennt (siehe Literatur). Zum Prozess gegen Voigt reisten Journalisten aus aller Welt an. Während seiner Haft wurden die Behörden mit Nachfragen, Grußbotschaften, Autogrammwünschen und Ersuchen um Begnadigung des Übeltäters aus dem In- und Ausland überschüttet. Voigt selbst wurden schon während seiner Zeit in der Haftanstalt Tegel hohe Summen für eine exklusive Vermarktung seiner Geschichte geboten. Mit seiner vorzeitigen Haftentlassung wurde er endgültig zum Objekt der Unterhaltungsindustrie.
Neben Belustigung und Schadenfreude machte sich in der Öffentlichkeit aber schon unmittelbar nach dem Ereignis auch Nachdenklichkeit bemerkbar. Konnte es wirklich sein, dass ein Offizier ohne jegliche Legitimation außer seiner Uniform die Zivilgewalt außer Kraft setzte? Viele sahen in diesem Vorfall ein Symptom für die bedenkliche Rolle des Militärs im Kaiserreich.
So konstatierte die Berliner Morgenpost am Tag nach dem Überfall:

„Daß ein ganzes Gemeinwesen mit allen seinen öffentlichen Funktionen, ja daß eine Abteilung Soldaten selbst auf so überwältigend komische und dabei doch völlig gelungene Art von einem einzigen Menschen düpiert wurde, das hat in unserem Lande der unbegrenzten Uniform-Ehrfurcht ein militärisches Gewand getan, mit dem sich ein altes, krummbeiniges Individuum notdürftig behängt hatte.“

Der Kommentator der linksliberalen Berliner Volks-Zeitung fasste den politischen Symbolgehalt des Köpenicker Gaunerstreichs am folgenden Tag so zusammen:

„So unsagbar komisch, so unbeschreiblich lächerlich diese Geschichte ist, eine so beschämend ernste Seite hat sie. Das Köpenicker Gaunerstückchen stellt sich dar als der glänzendste Sieg, den jemals der militaristische Gedanke in seiner äußersten Zuspitzung davongetragen hat. Das gestrige Intermezzo lehrt klipp und klar: Umkleide dich in Preußen-Deutschland mit einer Uniform, und du bist allmächtig. […] In der Tat: Der Held von Köpenick, er hat den Zeitgeist richtig erfasst. Er steht auf der Höhe intelligentester Würdigung moderner Machtfaktoren. Der Mann ist ein Realpolitiker allerersten Ranges. […] Der Sieg des militärischen Kadavergehorsams über die gesunde Vernunft, über die Staatsordnung, über die Persönlichkeit des einzelnen, das ist es, was sich gestern in der Köpenicker Komödie in grotesk-entsetzlicher Art offenbart hat.“

Etwas versöhnlicher ermahnte der Feuilletonist Paul Block seine Leserschaft in der Abendausgabe des Berliner Tageblatts vom 17. Oktober 1906:

„Wir merken, dass unsere Vorliebe für militärisches Gepränge und Gepräge, die jedem Preußen im Blute steckt, in den letzten Jahren allzu reichliche Nahrung erhalten hat. Deshalb müssen wir fortan unsern Respekt etwas schweigen lassen.“

Kritisiert wurde in der Presse auch das allzu ‚respektvolle‘ Verhalten der Soldaten: Sie hätten den Weisungen eines unvorschriftsmäßig uniformierten „Hauptmanns, der auffälligerweise keinen Helm, sondern eine Mütze trug“ (wie die Vossische Zeitung in der oben bereits zitierten Nachricht berichtete), an der überdies die obere Kokarde fehlte (wie Zeugen bestätigten), nicht so einfach Folge leisten dürfen, hieß es vielerorts. Dazu schrieb Voigt später in seiner Autobiografie:

„Was soll da alles Gerede, womit man an meinem Vorgehen, ja selbst an meiner Uniform herumkritisiert?! […] Beispielsweise, ich hätte keinen Helm getragen! – Der Helm stand ruhig in meiner Wohnung auf dem Tische. Ich hielt es aber nicht der Sachlage nach nötig, 17 Stunden lang einen Helm auf dem Kopfe zu tragen zu einer Diensthandlung, die ich bequemer in der Mütze ausführen konnte und wollte.“

Staatliche Stellen reagierten auf den Vorfall, indem sie die Beamten anwiesen, nicht ausschließlich auf die Uniform zu vertrauen, sondern „geeignete Nachweise“ für die Vorgesetztenstellung zu verlangen.
Auch im Ausland sorgte der Vorfall für viel Aufsehen und wurde mehrheitlich als realkomische Manifestation des preußisch-deutschen Militarismus und der beherrschenden Rolle des deutschen Militärs in Staatswesen und Gesellschaft interpretiert.

“For years the Kaiser has been instilling into his people reverence for the omnipotence of militarism, of which the holiest symbol is the German uniform.”

„Seit Jahren flößt der Kaiser seinem Volk Ehrfurcht vor der Allmacht des Militarismus ein, dessen heiligstes Symbol die deutsche Uniform ist.“

„Mit seiner dreisten Tat machte der falsche Hauptmann den deutschen Untertanengeist in der ganzen Welt lächerlich“, schreibt der Berliner Sachbuchautor Wilhelm Ruprecht Frieling in diesem Zusammenhang. Trotzdem änderte sich an diesen Verhältnissen in Deutschland bis zur Novemberrevolution von 1918 nichts. Die staatspolitisch fragwürdige Sonderstellung des Militärs als „Machtinstrument der Systemerhaltung nach innen“ und der „Missbrauch des Militärs als innenpolitisches Kampfinstrument“, die Stig Förster als Wesen des „konservativen Militarismus“ beschreibt, wurden vielmehr vom Kaiser und den hinter ihm versammelten politischen Kräften weiterhin aktiv befördert. So forderte der konservative Abgeordnete Elard von Oldenburg-Januschau in einer viel Aufsehen erregenden Reichstagsrede am 29. Januar 1910 in Anspielung auf den einige Jahre zurückliegenden Vorfall in Köpenick:

„Der König von Preußen und der Deutsche Kaiser muß jeden Moment imstande sein, zu einem Leutnant zu sagen: Nehmen Sie zehn Mann und schließen Sie den Reichstag!“

In diesem Kontext lässt sich die Begebenheit von Köpenick gewissermaßen als komödianter Vorläufer der Zabern-Affäre einordnen, die um die Jahreswende 1913/1914 (wenige Monate vor Ausbruch des Ersten Weltkriegs) noch einmal in ganz Deutschland und quer durch alle Schichten heftige Diskussionen über die Kompetenzanmaßungen militärischer Stellen gegenüber der Zivilverwaltung hervorrief. Der Kriegsausbruch und die im Kriegsverlauf auch politisch vollzogene Machtübernahme der Militärs im Staate führten schließlich zu den Umwälzungen von 1918, die eine Neudefinition der Rolle des Militärs in Deutschland notwendig machten und die Situation im Kaiserreich als ferne Vergangenheit erscheinen ließen. Vor diesem Hintergrund erwachte das Interesse an der Geschichte des Hauptmanns von Köpenick Ende der 1920er Jahre von Neuem.

### Nach der Entlassung

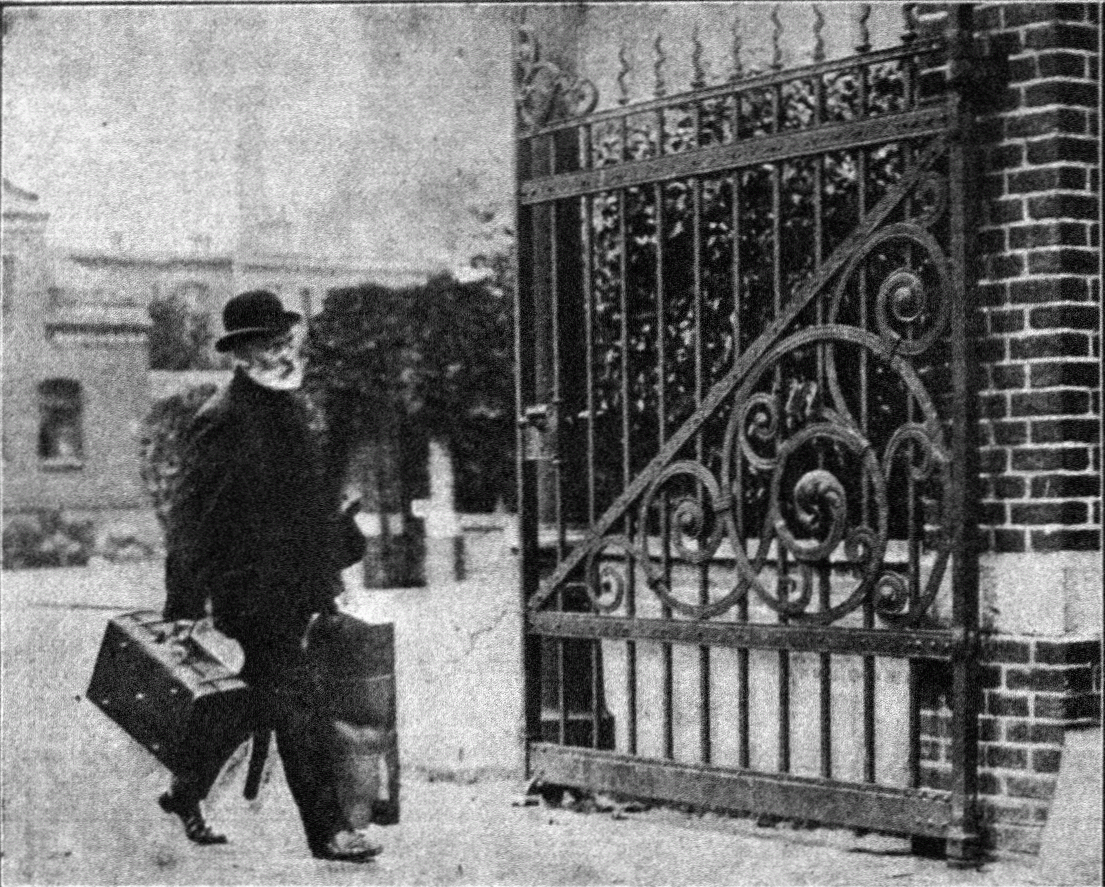
Voigt verlässt die Strafanstalt Tegel

Die „Köpenickiade“ machte Voigt weltbekannt. Ursprünglich war Voigt zu vier Jahren Freiheitseinzug verurteilt worden, aber er wurde vom Kaiser begnadigt und am 16. August 1908 entlassen, am selben Tag verewigte er seine Stimme in Form einer Grammophonaufnahme, für die er 200 Mark erhielt. In dieser Aufnahme sagte er:

„Immer größer wurde die Sehnsucht in mir, als Freier unter Freien zu wandeln. Frei bin ich ja nun wohl geworden, aber ich wünsche […] und bitte Gott möge mich davor bewahren, noch einmal vogelfrei zu werden.“

In den Tagen darauf sorgte sein Auftreten in Rixdorf für tumultartige Menschenaufläufe, die sogar das Einschreiten der Ordnungskräfte erforderlich machten. 17 Personen wurden binnen zweier Tage wegen Ruhestörung und ähnlicher Übertretungen verhaftet. Schon vier Tage später präsentierte Voigt sich in Berlin anlässlich der Enthüllung seiner Wachsfigur im Wachsfigurenkabinett Castans Panoptikum Unter den Linden wiederum der Öffentlichkeit, signierte Fotos und hielt Ansprachen, was ihm jedoch sofort verboten wurde.
Später bereiste er ganz Deutschland (beispielsweise Bonn am 26. November 1908) und trat in Lokalen und auf Jahrmärkten auf. In Sälen oder Zirkuszelten mimte er den Hauptmann von Köpenick und verkaufte Autogrammkarten mit Bildern, die ihn in Uniform oder in Zivil zeigten. Auch einzelne Mitglieder der „Truppe“, die er seinerzeit befehligt hatte, nahmen an den Auftritten teil oder ließen sich mit ihm fotografieren. 1909 erschien in einem Leipziger Verlag seine Autobiografie: Wie ich Hauptmann von Köpenick wurde. Mein Lebensbild / Von Wilhelm Voigt, genannt Hauptmann von Köpenick.
Da er als meldepflichtiger Krimineller unter Polizeiaufsicht stand, musste Voigt, dem „zumeist von den niederen Schichten der Bevölkerung auffallende Sympathie entgegengebracht wurde“ (wie es im Bericht eines saarländischen Bürgermeisters heißt), immer wieder Belästigungen und sogar Verhaftungen durch die örtlichen Behörden über sich ergehen lassen, denen der latent mitschwingende Spott über Staat und Militär bei seinem Auftreten missfiel. Daher war er auf der Suche nach einer neuen Heimat und trat bevorzugt im europäischen Ausland auf. Angeblich gelang ihm im März 1910 sogar die Einreise in die USA, wo er mit seiner Tournee große Erfolge gefeiert haben soll (was historisch nicht gesichert ist; fest steht nur, dass der US-amerikanische Zirkus Barnum and Bailey eine Tour durch mehrere europäische Städte finanzierte).
Am 1. Mai 1910 erhielt er einen luxemburgischen Ausweis und siedelte nach Luxemburg über, wo er – nachdem die Häufigkeit seiner öffentlichen Auftritte abgenommen hatte – überwiegend als Kellner und Schuhmacher arbeitete. Dank seiner Popularität brachte er es zu einem gewissen Wohlstand und gehörte zu den ersten Besitzern eines Automobils im Großherzogtum, in dem er bisweilen Ausflüge mit seiner Wirtin und deren Kindern unternahm. 1912 kaufte er das Haus an der Neippergstraße (Rue du Fort Neipperg) Nr. 5, wo er bis zu seinem Tod lebte.
Noch einmal kam Voigt im Ersten Weltkrieg mit preußischem Militär in Berührung. Im von deutschen Truppen besetzten Luxemburg nahm man ihn kurzzeitig in Gewahrsam und verhörte ihn. Der mit dem Vorgang befasste Leutnant notierte in sein Tagebuch: „Mir bleibt rätselhaft, wie dieser armselige Mensch einmal ganz Preußen erschüttern konnte.“

### Tod und Begräbnis in Luxemburg

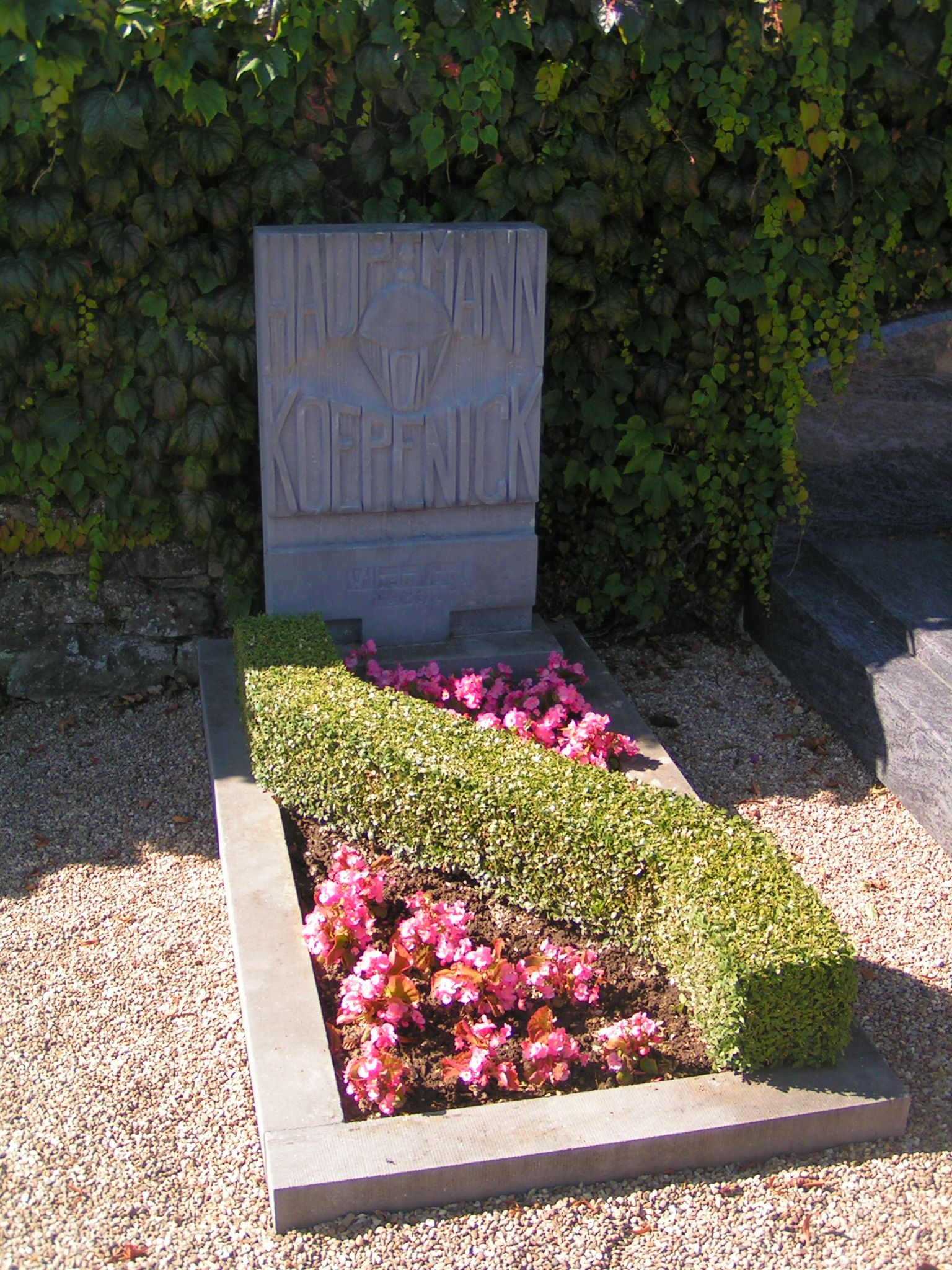
Das Grab auf dem Liebfrauenfriedhof
(Georeferenzierung:
)

In seinen letzten Lebensjahren trat Wilhelm Voigt in der Öffentlichkeit nicht mehr in Erscheinung. Am 3. Januar 1922 starb er im Alter von 72 Jahren, schwer gezeichnet von einer Lungenerkrankung und infolge von Krieg und Inflation völlig verarmt, in seiner Wohnung im Luxemburger Bahnhofsviertel und wurde auf dem Liebfrauenfriedhof (französisch Cimetière Notre-Dame) im Stadtteil Limpertsberg beigesetzt. Das Grab befindet sich in der Allée des Résistants et des Déportés. Angeblich begegnete der Trauerzug einem Trupp französischer Soldaten, die in Luxemburg stationiert waren. Auf die Frage des Truppführers, wer denn der Tote sei, antwortete die Trauergemeinde „Le Capitaine de Coepenick“. Daraufhin habe der Truppführer in der Annahme, hier werde ein echter Hauptmann (französisch Capitaine) zu Grabe getragen, seine Leute angewiesen, den Leichenzug mit einer militärischen Ehrenbezeugung für den verstorbenen Offizier passieren zu lassen.
Der Zirkus Sarrasani kaufte 1961 das Grab von Wilhelm Voigt für 15 Jahre und stiftete zugleich einen Grabstein. Dieser zeigte die bissige Karikatur des Kopfes eines offensichtlich deutschen Soldaten mit Pickelhaube, der den Mund zum Erteilen von Befehlen öffnet, umrahmt von der Aufschrift „Der Hauptmann von Köpenick“. Mit dem Ablauf der Grabkonzession 1975 übernahm die Stadt Luxemburg auf internationalen Druck hin die Pflege des Grabes auf ewig und ließ auch den Grabstein erneuern. Er zeigt nun eine Pickelhaube und die Aufschrift „HAUPTMANN VON KOEPENICK“; darunter steht in kleinerer Schrift „Wilhelm Voigt 1850–1922“. Das Geburtsjahr ist falsch angegeben, da Voigts Geburtsdatum zu dieser Zeit in Vergessenheit geraten war. Die Stadt Luxemburg lehnte 1999 den Antrag ab, die Überreste nach Berlin umzubetten. Das Haus, in dem er bis zu seinem Tode wohnte, steht nicht mehr.

## Nachleben

### Gedenkstätten und Anschauungsmaterial

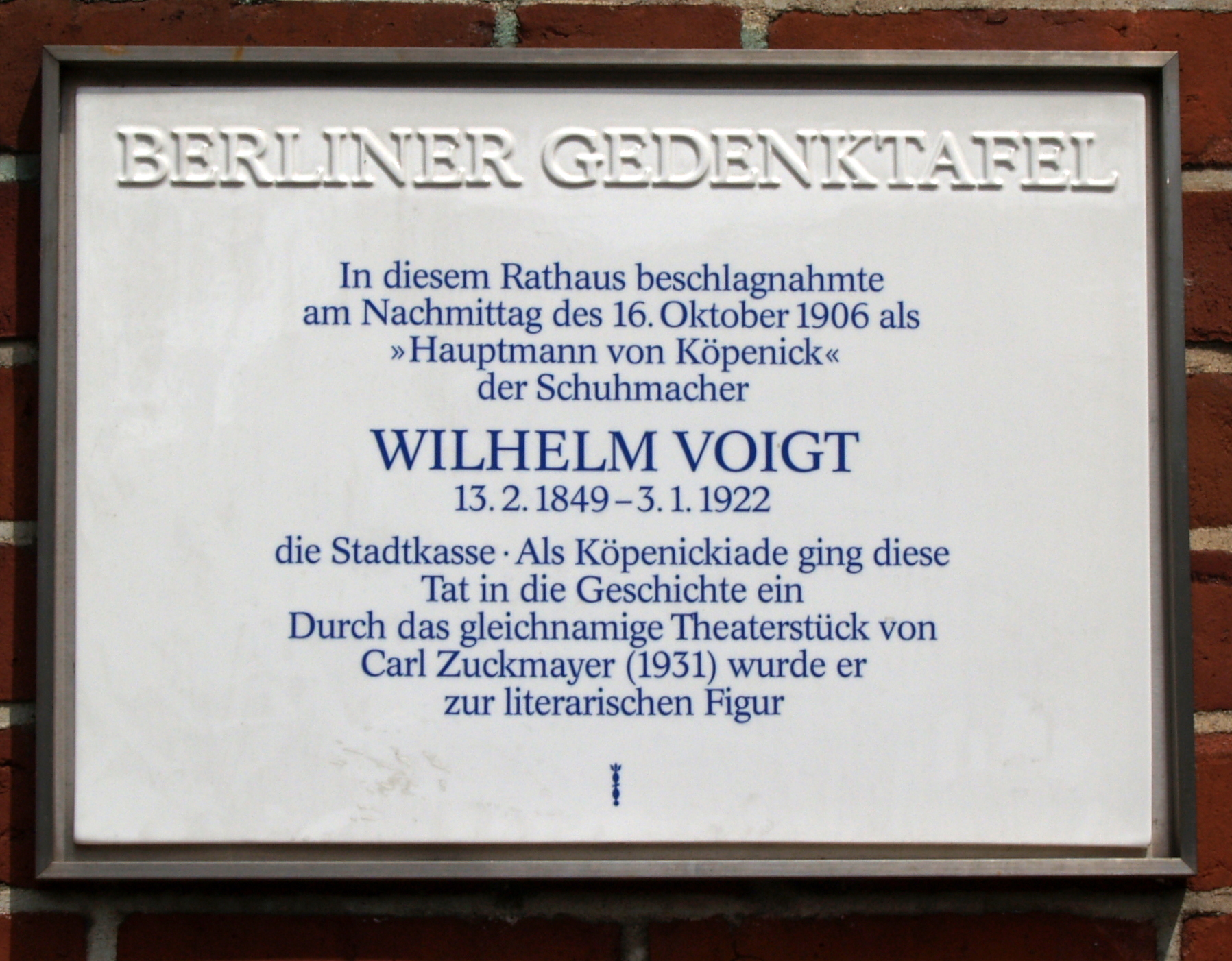
Berliner Gedenktafel für Wilhelm Voigt

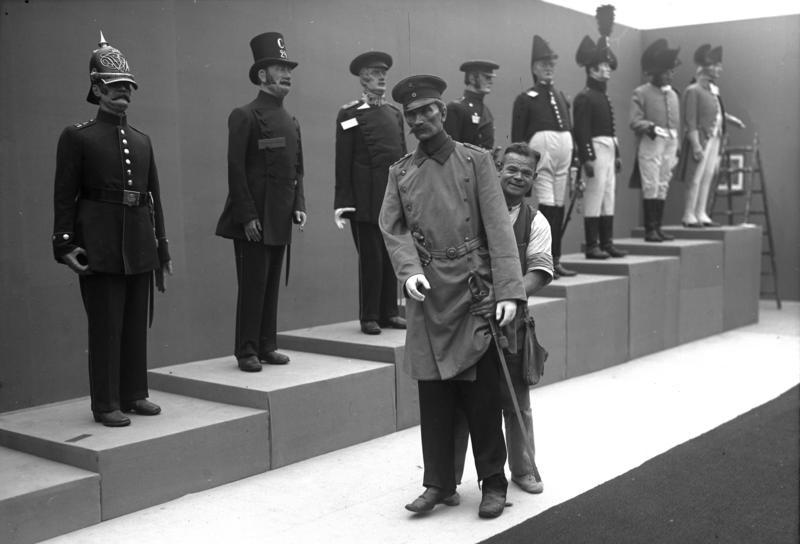
Eine Wachsfigur Voigts wird in die Ausstellung „Altes Berlin“ gebracht, Mai 1930

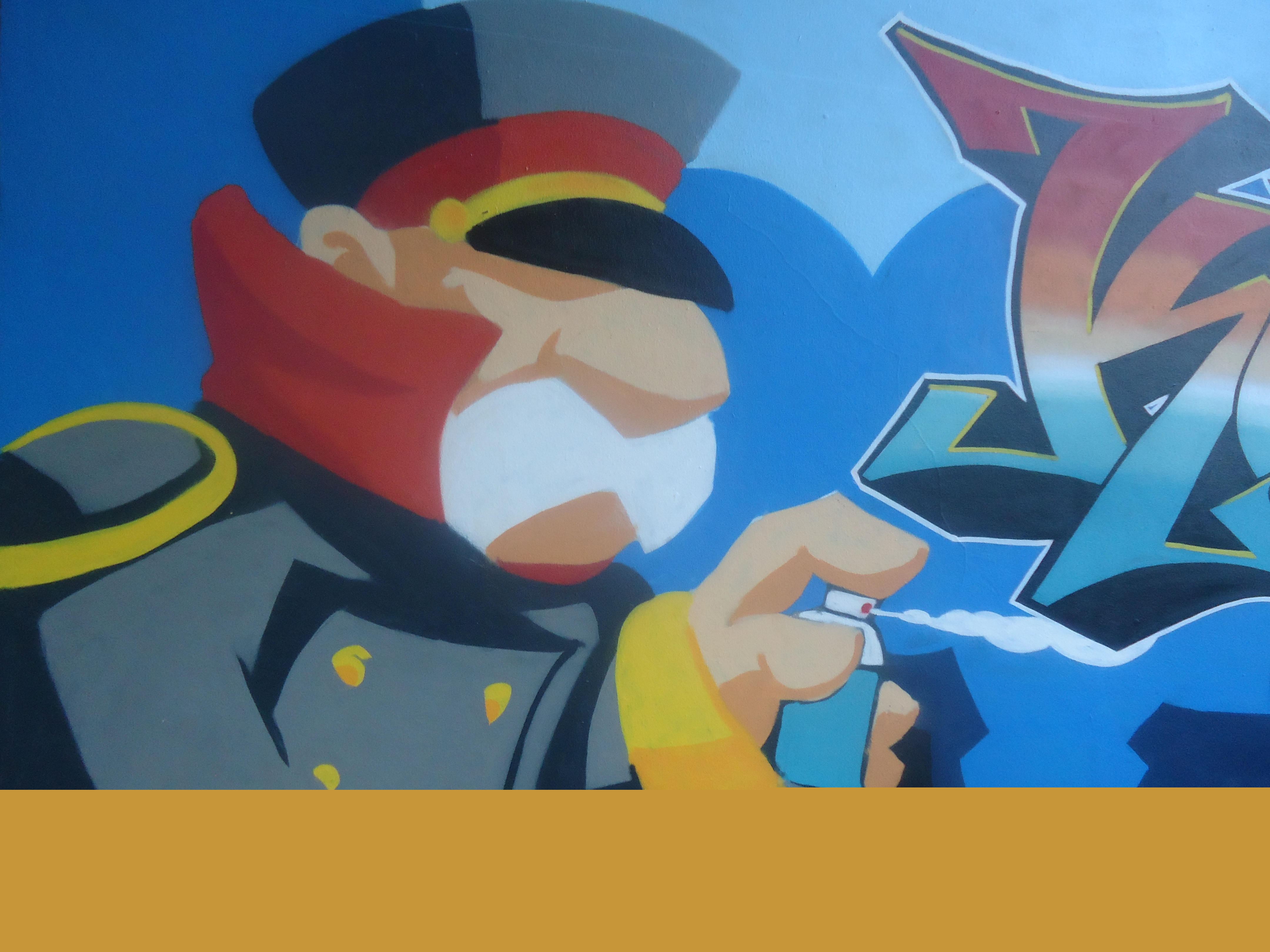
Graffito des Hauptmanns von Köpenick an der Wand des Hauses Alt-Köpenick 38

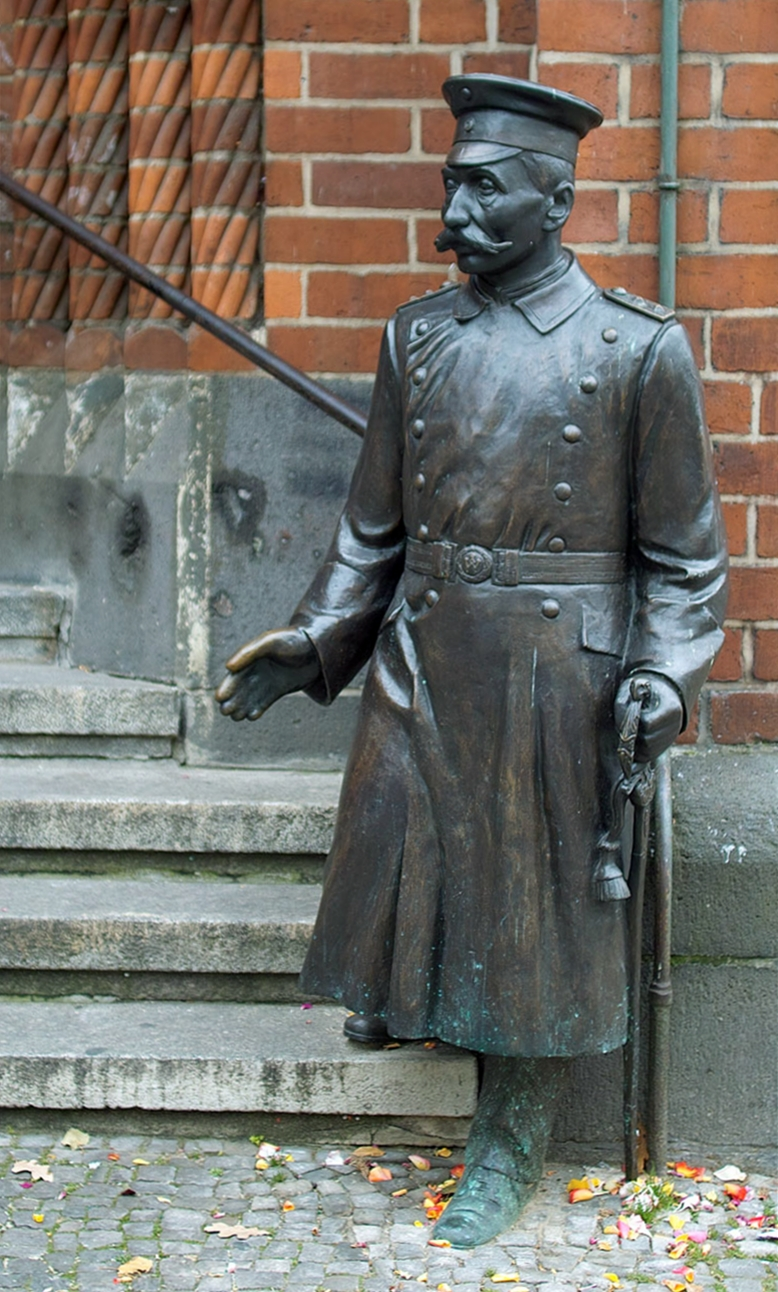
Das Denkmal des Hauptmanns vor dem Rathaus Köpenick

Vor dem Rathaus in Köpenick wurde 1996 ein Denkmal aufgestellt. Die Figur wurde von Spartak Babajan entworfen und von der Kunstgießerei Seiler in Schöneiche bei Berlin in Bronze gegossen. Am Rathaus wurde auch eine Berliner Gedenktafel für Voigt angebracht. Innerhalb des Gebäudes berichtet eine Dauerausstellung des Heimatmuseums Köpenick mit zahlreichen Anschauungsstücken über den „Hauptmann von Köpenick“. Im Filmarchiv in Berlin existiert ein Originalfilmdokument mit Wilhelm Voigt.
In Wismar wurde am Haus Lübsche Straße 11, in dem Wilhelm Voigt bei dem Hofschuhmacher H. Hilbrecht gewohnt und gearbeitet hatte, eine Tafel angebracht. Auch eine Figur bei Madame Tussauds wurde ihm zu Ehren aufgestellt.

### Literarisches Echo

#### Theater, Literatur, Film und Musik
Unmittelbar nach der Tat, noch bevor der Hochstapler gefasst war, wurde die Episode bereits für das Berliner Theaterpublikum in Form satirischer Darbietungen aufbereitet. Über einen solchen kabarettistischen Sketch berichtet der Vorwärts vom 19. Oktober 1906: „Auch die Bühne hat sich bereits der Geschichte bemächtigt.“ In der täglichen Revue im Metropol-Theater „marschierte gestern eine Anzahl Soldaten auf, die sich darauf beschränkte, zu allen Befehlen eines Hauptmanns zu nicken“. Im Passage-Theater (in der Berliner Passage Ecke Friedrich-/Behrenstraße) wurde ein Sherlock Holmes in Köpenick betitelter Schwank geprobt und im Deutsch-Amerikanischen Theater (in der Köpenicker Straße in Berlin-Kreuzberg) eine Einlage mit dem Titel Der Hauptmann von Köpenick in die Posse Im Wilden Westen eingebaut.
Ein erstes Theaterstück (Der Hauptmann von Köpenick. Ein Lustspiel in vier Aufzügen), dessen Aufführung sich aber nicht nachweisen lässt, entstand in Berlin 1906 aus der Feder des Dramatikers Hans von Lavarenz. In Mainz, Triest (November 1906) und Innsbruck (Januar 1907) sind die Uraufführungen dreier offenbar possenhaft-komisch konzipierter Stücke belegt, die alle den Titel Der Hauptmann von Cöpenick trugen. In Leipzig kam ein ähnliches Schauspiel (Der Hauptmann von Köpenick) 1912 ins Theater.
Im Jahr 1908 (nach Voigts Entlassung) brachte ein Kieler Varieté ein lustiges Programm mit dem Titel Der Hauptmann von Köpenick auf die Bühne. Wilhelm Voigt selbst schreibt in einem Brief an seinen Bekannten Kallenberg, er habe „großes Verlangen und Interesse“ gehabt, sich die Vorstellung anzusehen. Obwohl er eigens dazu nach Kiel reiste, wurde ihm das Betreten des Zuschauerraums von den Behörden untersagt, da man einen Auflauf befürchtete.
Das immense öffentliche Interesse illustriert auch die Tatsache, dass es schon 1906 die ersten Filmversionen der Köpenickiade gab: Noch keine drei Monate waren verstrichen, da lagen bereits drei kurze Streifen (gedreht von Heinrich Bolten-Baeckers, Carl Sonnemann und einem nicht weiter bekannten Schaub) vor, die den Vorfall von Köpenick in dokumentarischer Manier nachstellten und das in ganz Deutschland Aufsehen erregende Thema in die Kinos brachten.
Ebenfalls noch 1906 brachte der bekannte Kriminalschriftsteller Hans Hyan einen illustrierten Gedichtband mit dem Titel Der Hauptmann von Köpenick, eine schaurig-schöne Geschichte vom beschränkten Untertanenverstande heraus. Hyan schrieb auch das Vorwort für die Lebenserinnerungen, die Wilhelm Voigt nach seiner Haftentlassung 1909 veröffentlichte.
Den ersten längeren Kinofilm produzierte der Drehbuchautor und Regisseur Siegfried Dessauer, der 1926 die skurrile Episode des falschen Hauptmanns unter dem Titel Der Hauptmann von Köpenick mit Hermann Picha in der Titelrolle verfilmte. Anders als in Katalogen häufig zu lesen, beruht dieser Film, dessen Kopien im Dritten Reich größtenteils vernichtet wurden, natürlich nicht auf dem bekannten Drama Zuckmayers, das erst einige Jahre später entstand.
Ebenfalls noch vor Zuckmayer griff der rheinische Heimatdichter und Redakteur Wilhelm Schäfer das Thema auf und veröffentlichte 1930 einen nur mäßig erfolgreichen Roman über das Leben des Schusters Wilhelm Voigt mit dem Titel Der Hauptmann von Köpenick. Der Köpenickiade selbst widmet Schäfer nur wenige Kapitel, während er zuvor das traurige Landstreicherdasein Voigts breit darstellt und sich bemüht, eine einleuchtende psychologische Begründung für die Rache des gedemütigten Schusters zu geben.
Im gleichen Jahr schrieb Carl Zuckmayer, der von seinem Bekannten Fritz Kortner auf den Stoff aufmerksam gemacht worden war und das Buch von Schäfer nach eigenem Zeugnis absichtlich nicht gelesen hatte, eine dreiaktige Tragikomödie mit dem Titel Der Hauptmann von Köpenick. Ein deutsches Märchen in drei Akten. Das Stück wurde am 5. März 1931 am Deutschen Theater Berlin in der Regie von Heinz Hilpert mit Werner Krauß in der Titelrolle uraufgeführt. Noch im selben Jahr folgte unter der Regie von Richard Oswald die erste Verfilmung für das Kino, in der Max Adalbert, der die Rolle mittlerweile auch auf der Bühne verkörperte, die Titelrolle übernahm.
Albert Bassermann spielte die Rolle in einem 1941 im US-amerikanischen Exil entstandenen Remake von Oswalds Kinofilm erstmals in englischer Sprache. Helmut Käutner, später Drehbuchautor und Initiator des Rühmann-Films, nahm 1945 ein sehr erfolgreiches Hörspiel nach dem Drama auf. Es folgten weitere Verfilmungen, die alle auf Zuckmayers Stück basieren, zum Teil mit sehr bekannten Schauspielern wie Heinz Rühmann (1956) und Harald Juhnke (1997). Eine englische Bearbeitung des Zuckmayerschen Dramas entstand 1971 unter dem Titel The Captain of Koepenick (Übersetzer war der englische Dramatiker John Mortimer) und wurde im selben Jahr mit dem bekannten Shakespeareinterpreten Paul Scofield in der Titelrolle in London uraufgeführt.
Eine weitere dramatische Umsetzung des Stoffes in Form der 1932 ebenfalls unter dem Titel Der Hauptmann von Köpenick erschienenen Komödie von Paul Braunshoff blieb dagegen weitestgehend unbekannt.
Als Nebenfigur taucht der Hauptmann von Köpenick auch in dem Roman In den Schründen der Arktik (2003) von Otto Emersleben auf, der darin Karl May und Wilhelm Voigt aufeinander treffen und die Idee der Köpenickiade von May ausgehen lässt. Die Szene basiert darauf, dass May in seiner Jugend selbst als Hochstapler mehrfach Amtspersonen (vor)täuschte.
Erstmals zum 100. Jubiläum der Köpenickiade im Jahr 2006 und seither jedes Jahr im Oktober wird das Zuckmayer-Stück im Festsaal des Rathauses Köpenick durch das „Stadttheater Cöpenick“ in Szene gesetzt.
Ebenfalls zum Jubiläumsjahr 2006 entstand unter dem Titel Das Schlitzohr von Köpenick – Schuster, Hauptmann, Vagabund ein neues Theaterstück über Wilhelm Voigt, das die Autoren Felix Huby und Hans Münch dem Volksschauspieler Jürgen Hilbrecht auf den Leib geschrieben haben, einem Hauptmannsdarsteller, der diese Rolle bereits seit Jahren am historischen Tatort in Berlin-Köpenick verkörpert und die Geschichte Voigts Touristen und geschichtlich Interessierten näher bringt. Dem Stück gingen umfangreiche historische Forschungen voraus; eine Reihe von neuen Erkenntnissen und bislang nicht oder nur wenig bekannte Details und Episoden aus dem „wirklichen“ Leben der Hauptfigur flossen in seine Handlung ein. Insoweit ist das Stück geeignet, das heute fast ausschließlich von Zuckmayers Interpretation und den daran orientierten Filmen geprägte Bild von Wilhelm Voigt in der Öffentlichkeit fundiert zu ergänzen und stärker an die historischen Geschehnisse anzubinden.
Gleichfalls am historischen Tatort findet seit Mai 2000 jeden Mittwoch und Samstag um 11 Uhr ein halbstündiges Straßentheater vor dem Köpenicker Rathaus statt. In dieser kleinen Köpenickiade, ursprünglich im Jahr 2000 vom Tourismusverein Treptow-Köpenick initiiert und seit 2005 vom Verein Köpenicker HauptmannGarde e. V. weitergeführt, wird in humoristisch abgewandelter Zuckmayer-Version des Hauptmanns von Köpenick der Coup vom 16. Oktober 1906 nachgestellt.
Seit 2019 gibt es am Schlossplatz in Köpenick einen Escape-Room, in dem die Geschichte des Hauptmanns von Köpenick nachgespielt werden kann.

#### Handlung von Zuckmayers Drama

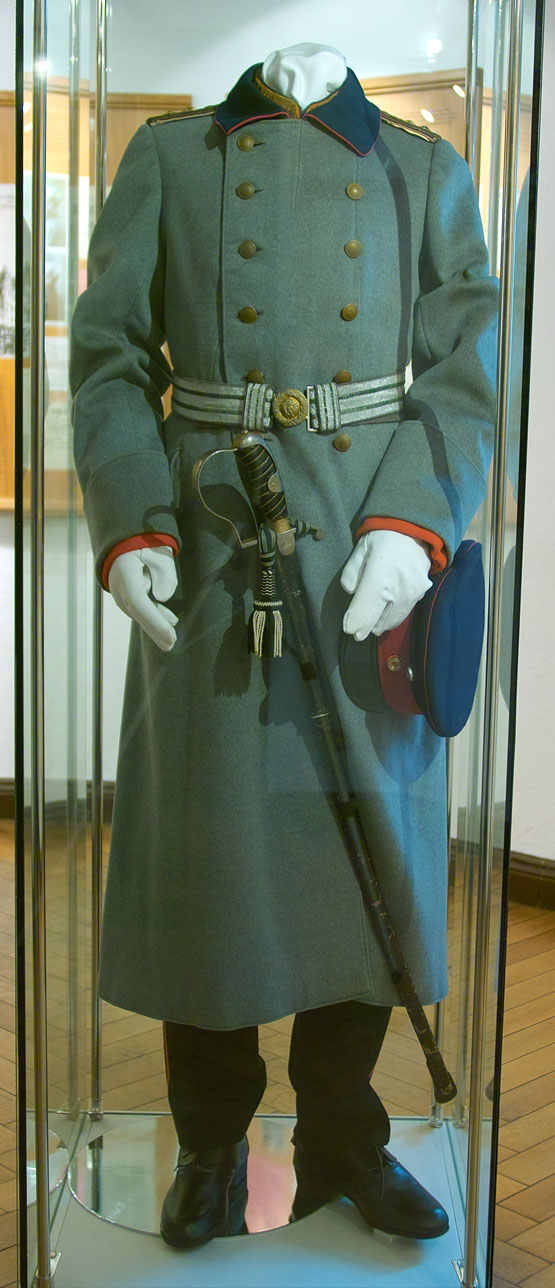
Uniform des Hauptmanns im Ausstellungsraum des Rathauses Köpenick

Zuckmayers Stück behandelt im zweiten und dritten Akt die Zeit um den spektakulären Überfall und im ersten Akt eine fiktive Vorgeschichte, die zehn Jahre vorher spielt. Neben kleineren Änderungen (so wird Voigts Geburtsort in die Nähe der Wuhlheide verlegt, sodass Voigt Berliner Dialekt spricht), besteht der Hauptunterschied des Stückes zur Wirklichkeit wohl in der Stilisierung Voigts zum ‚edlen Räuber‘. So übernimmt Zuckmayer die (wenig glaubhafte) Selbstdarstellung Voigts, wonach das Motiv für seinen Überfall ausschließlich der Erwerb eines Passes gewesen sei, den er dringend brauchte, um wieder ein normales Leben beginnen zu können. Da das Amt in Köpenick jedoch keine Pass-Abteilung hatte, stellt sich der Übeltäter – die Stadtkasse fast unangetastet – in Zuckmayers Stück am Ende freiwillig der Polizei und lässt sich für die Zeit nach seiner Entlassung aus dem Gefängnis einen Pass versprechen.
Dadurch, dass Voigt anders als in der Wirklichkeit die Uniform komplett bei einem Händler erwirbt – eine an sich eher banale Änderung –, bekommt der ‚blaue Rock‘ eine eigene Geschichte. Indem Zuckmayer die Vorbesitzer der Reihe nach vorstellt, nimmt er die Gelegenheit wahr, die Vorgeschichte des Köpenicker Bürgermeisters vor dem Hintergrund einer kritischen, teilweise bis zur Karikatur überzeichneten Schilderung der Verhältnisse in der kaiserlichen Armee und der vom Militarismus geprägten Gesellschaft jener Zeit zu erzählen, wobei die Allgegenwart des Militärs immer wieder neu in Szene gesetzt wird.
Einzelne Episoden setzen sich mit den Auswirkungen des Ehrenkodex des Offizierskorps auf das persönliche Leben und mit der gesellschaftlichen Stellung des Reserveoffiziers auseinander oder thematisieren die unbedingte Gläubigkeit eines ‚bodenständigen‘ Berliner Soldaten und Arbeiters, personifiziert in der Gestalt von Voigts Schwager, eines biederen Unteroffiziers, an Armee und Staat. Alltagsphänomene wie die stereotype Frage bei der Arbeitssuche „Wo hamse jedient?“ und das von jedermann verinnerlichte, automatische ‚Strammstehen‘ vor Uniformträgern werden ebenso gezeigt wie groteske und wohl der Phantasie des Autors entsprungene militärische Rollenspiele, die der Gefängnisdirektor seine Sträflinge, darunter auch den sich hier sehr hervortuenden Voigt, zur Feier des Jahrestages der Schlacht von Sedan aufführen lässt.
Auch antisemitische Klischees, wie sie bereits in der Kaiserzeit verbreitet waren, greift Zuckmayer (der bekennender Gegner des zur Zeit der Abfassung des Stückes aufkommenden Nationalsozialismus war und dessen Mutter aus einer assimilierten jüdischen Familie stammte) in karikierender Weise auf, so etwa in der Figur des geschäftstüchtigen jüdischen Krämers Krakauer oder in der Darstellung des jüdischen Uniformschneiders Wormser und seines Sohnes, denen er in den Regieanweisungen bestimmte Ausprägungsgrade der „jüdischen Rassemerkmale“ zuschreibt und damit auch das Scheitern der Judenassimilation im Kaiserreich thematisiert.

#### Verfilmungen
Die wichtigsten Filme im Überblick:
- 1906: Der Hauptmann von Köpenick (Bolten-Baeckers, 1906) – Stummfilm von Heinrich Bolten-Baeckers mit Ernst Baumann als Wilhelm Voigt
- 1906: Der Hauptmann von Köpenick (Buderus, 1906) – Stummfilm von Carl Buderus und Carl Sonnemann
- 1907: Der Hauptmann von Köpenick (Schaub, 1907) – Stummfilm mit den Schauspielern des Berliner Luisen-Theaters
- 1908: Der Räuberhauptmann von Köpenick und seine Begnadigung – Stummfilmreportage über die Haftentlassung Voigts, die Aufführung wurde polizeilich verboten
- 1926: Der Hauptmann von Köpenick (1926) – Stummfilm, Regie und Buch Siegfried Dessauer, mit Hermann Picha in der Titelrolle
- 1931: Der Hauptmann von Köpenick (1931) – nach Carl Zuckmayer, Regie Richard Oswald, Buch von Albrecht Joseph, mit Max Adalbert in der Titelrolle[25]
- 1941/45: I Was a Criminal – von Oswald im amerikanischen Exil gedrehtes Remake seines Films in englischer Sprache mit Albert Bassermann in der Hauptrolle
- 1956: Der Hauptmann von Köpenick (1956) – Regie und Buch von Helmut Käutner, mit Heinz Rühmann in der Titelrolle[26]
- 1960: Der Hauptmann von Köpenick (1960) – Fernsehfilm nach Carl Zuckmayer, Regie Rainer Wolffhardt, mit Rudolf Platte in der Titelrolle
- 1997: Der Hauptmann von Köpenick (1997) – Regie Frank Beyer, mit Harald Juhnke in der Titelrolle
- 2001: Der Hauptmann von Köpenick (2001) – Bühnenverfilmung (Maxim-Gorki-Theater) nach Carl Zuckmayer, Regie Katharina Thalbach, Andreas Missler-Morell (TV-Regie), mit Katharina Thalbach in der Titelrolle
- 2005: Der Hauptmann von Köpenick (2005) – Bühnenverfilmung (Schauspielhaus Bochum) nach Carl Zuckmayer, Regie Matthias Hartmann, mit Otto Sander in der Titelrolle
- 2011: Der Hauptmann von Nakara – Film des kenianischen Regisseurs Bob Nyanja nach einem Drehbuch von Cajetan Boy und Martin Thau, der die Handlung in eine fiktive afrikanische Militärdiktatur verlegt

#### Hörspiele
Alle hier aufgeführten Hörspiele entstanden nach dem Stück von Carl Zuckmayer.
- 1945: NWDR – Regie: Helmut Käutner, mit Willy Maertens (Voigt) und Eduard Marks, Fita Benkhoff, Inge Meysel, Gustav Knuth, Erwin Linder, Ida Ehre, Erica Balqué
- 1947: SDR – Regie: Alfred Vohrer, mit Kurt Rackelmann (Voigt) und Axel Kreuzinger, Kurt Norgall, Willy Hochapfel, Harald Mannl, Friedrich Schoenfelder, Fritz Umgelter, Gerti Fricke
- 1951: SWF – Regie: Karl Peter Biltz, mit Ernst Sladeck (Voigt) und Heinz Schimmelpfennig, Kurt Lieck, Max Mairich, Alois Garg, Kurt Ebbinghaus
- 1954: BR – Regie: Heinz-Günter Stamm, mit Paul Bildt (Voigt) und Friedrich Domin, Erika Riemann, Ursula Kube, Werner Hinz, Charlotte Witthauer, Fritz Benscher, Ernst Fritz Fürbringer
- 1955: SFB – Regie: Carlheinz Riepenhausen, mit Helmut Heyne, Franz Weber, Eduard Wandrey, Erich Fiedler, Richard Süssenguth, Robert Klupp u. a.
- 1962: Polydor International GmbH – Produktion: Pali Meller Marcovicz, mit Rudolf Platte (Voigt) und Bruno Fritz, Reinhold Bernt, Ilse Fürstenberg, Eduard Wandrey, Edith Hancke, Erich Fiedler – Das Hörspiel umfasst nicht das ganze Schauspiel Zuckmayers, sondern nur die 1. und 6. Szene des 1. Aktes, die 9., 12. und 14. Szene des 2. Aktes, sowie die 19. und 21. Szene des 3. Aktes.
- 1964: SFB – Regie: Boleslaw Barlog, mit Carl Raddatz (Voigt) und Christian Rode, Klaus Miedel, Herbert Grünbaum, Klaus Herm, Friedrich W. Bauschulte, Eva-Katharina Schultz

#### Musik
- 1967 veröffentlichte Drafi Deutscher das Lied Der Hauptmann von Köpenick.

## Ehrungen
Anlässlich zum 100. Todestag hat die Post Luxembourg am 18. März 2022 eine Sonderbriefmarke des Hauptmann von Köpenick herausgeben. Auf dieser Marke ist Wilhelm Voigt in der Hauptmann-Uniform abgebildet.